# Stores-et-rideaux.com
 (janvier 2022).
Stores-et-rideaux.com est une PME française de commerce en ligne, créée en 2011 à Nottonville en Eure-et-Loir. Elle est spécialisée dans la conception et la fabrication française de stores et de rideaux sur-mesure à destination du grand public.

## Histoire
Sodiclair était depuis 1978 une entreprise traditionnelle et industrielle spécialisée dans la fabrication, la vente et la pose de stores et de rideaux à destination des entreprises et collectivités.
En 2006, l'entreprise est rachetée par Stéphane Berretti. À la suite de la crise bancaire et financière de l'automne 2008 accompagnée d'une baisse des dotations aux collectivités, Sodiclair se tourne vers la vente en ligne en créant le site internet d'e-commerce Stores-et-rideaux.com en mars 2011.
Depuis 2011, l'entreprise a doublé ses effectifs en production ainsi que son chiffre d'affaires. La part de l'activité de vente en ligne progresse de 15 à 20 % par an.
À partir de 2014, la société s'adresse au BtoB en lançant le site Prosolair.com, destiné aux collectivités et aux professionnels. En 2017, Stores et rideaux s'introduit sur le marché italien avec le site Tende-e-Tende.it, destiné aux particuliers.
En pleine crise du Covid-19 début 2020, les activités e-commerce sauvent l'entreprise et ses emplois locaux.